# S. Z. Sakall
Szőke Szakáll, mais conhecido como S. Z. Sakall (Budapeste, 2 de fevereiro de 1883 - Los Angeles, 12 de fevereiro de 1955) foi um ator húngaro radicado nos Estados Unidos.

## Filmografia parcial
- The Master of Death (1926)
- Family Gathering in the House of Prellstein (1927)
- Hello Caesar! (1927)
- Heaven on Earth (1927)
- Mary Lou (1928)
- Two Hearts in Waltz Time (1930)
- Rendezvous (1930)
- The Squeaker (1931)
- Her Majesty the Barmaid (1931)
- The Soaring Maiden (1931)
- Girls to Marry (1932)
- Melody of Love (1932)
- Scandal in Budapest (1933)
- Grand Duchess Alexandra (1933)
- Voices of Spring (1933)
- Fräulein Lilli (1936)
- The Lilac Domino (1937)
- It's a Date (1940)
- Spring Parade (1940)
- My Love Came Back (1940)
- The Devil and Miss Jones (1941)
- That Night in Rio (1941)
- Ball of Fire (1941)
- Broadway (1942)
- Yankee Doodle Dandy (1942)
- Casablanca (1942)
- Thank Your Lucky Stars (1943)
- Wonder Man (1945)
- Christmas in Connecticut (1945)
- The Dolly Sisters (1945)
- San Antonio (1945)
- Two Guys from Milwaukee (1946)
- Cinderella Jones (1946)
- Never Say Goodbye (1946)
- The Time, the Place and the Girl (1946)
- Whiplash (1948)
- Romance on the High Seas (1948)
- Embraceable You (1948)
- Oh, You Beautiful Doll (1949)
- My Dream Is Yours (1949)
- In the Good Old Summertime (1949)
- Tea for Two (1950)
- The Daughter of Rosie O'Grady (1950)
- Montana (1950)
- Sugarfoot (1951)
- Lullaby of Broadway (1951)
- Small Town Girl (1953)
- The Student Prince (1954)